# Caesio teres
Caesio teres (лат.) — вид морских пелагических лучепёрых рыб из семейства цезионовых (Caesionidae) отряда окунеобразных.

## Описание
Особи данного вида вырастают до 40 см. Тело веретенообразное, несколько сжато с боков. Рот маленький, конечный, выдвижной. Мелкие зубы на обеих челюстях, сошнике и нёбе. В спинном плавнике 10 колючих и 15 (редко 14 или 16) мягких лучей. В анальном плавнике 3 колючих и 12 (редко 13) мягких лучей. Спинной и анальный плавники покрыты чешуёй. В грудных плавниках 20—22 мягких луча. Хвостовой плавник раздвоен. В боковой линии 51—61 чешуй.
Хвостовой плавник, хвостовой стебель и тело выше диагонали от начала спинного плавника до нижнего начала хвостового стебля ярко-жёлтого цвета. У крупных особей, особенно в западной части Тихого океана, жёлтая окраска не распространяется так далеко к началу тела. Остальные верхние две трети тела ярко-синие, а нижняя треть тела серебристо-белая. Пазухи и основания грудных плавников чёрные. Грудные, брюшные и анальный плавник белого цвета; спинной плавник голубоватый в проксимальной части и жёлтый — в дистальной.

## Распространение и места обитания
Caesio teres широко распространён в тропических водах Индо-Тихоокеанской области, отсутствует в Красном море и Персидском заливе. Обитает в толще воды в глубоких лагунах и у рифов на глубине до 50 м.

## Питание
Caesio teres питается зоопланктоном, по типу питания — зоопланктофаг.

## Поведение
Caesio teres ведёт дневной образ жизни, живет в группах и образует косяки с другими рыбами семейства цезионовых, такими как Caesio xanthonota. Эти два вида рыб нередко путают, хотя у Caesio xanthonota жёлтая зона не меняется с возрастом, в отличие от Caesio teres.